# Park Lee-hee
Park Lee-hee (kor. 박이희; * 1957) ist ein ehemaliger südkoreanischer Tischtennisspieler, der in den 1970er und 1980er Jahren international aktiv war. Er nahm an drei Weltmeisterschaften teil und spielte in der deutschen Bundesliga.

## Werdegang
Park Lee-hee nahm an den Weltmeisterschaften 1975, 1981 und 1983 teil, kam dabei jedoch nie in die Nähe von Medaillenrängen. 1983 erreichte er mit der Mannschaft Platz sieben. 1978 kam er bei den Asian Games im Doppel bis ins Halbfinale. Beim World Cup belegte er 1981 Platz neun, 1982 Platz fünf und 1983 Platz zwölf.
Mitte 1981 wurde Park Lee-hee in der ITTF-Weltrangliste auf Platz 13 geführt. Park Lee-hee war Abwehrspieler.
1980 wurde Park Lee-hee vom deutschen Bundesligaverein Eintracht Frankfurt verpflichtet. 1981 wechselte er zu TTC Zugbrücke Grenzau und verhalf dem Team zum Aufstieg in die 1. Bundesliga. 1983 erreichte die Mannschaft das Endspiel im ETTU Cup. Im gleichen Jahr schloss sich Park Lee-hee dem Verein Post SV Mülheim an. Auch dessen Team verhalf er am Ende der Saison 1985 zur Meisterschaft in der 2. Bundesliga West, Mülheim verzichtete jedoch auf den Aufstieg.

## Privat
Seit 1980 ist Park Lee-hee verheiratet.